# Hamish Turnbull
William Hamish Turnbull (Morpeth, 13 de julho de 1999) é um ciclista britânico.

## Carreira
Turnbull conquistou uma vaga no time britânico de ciclismo aos 14 anos.
Ele se tornou campeão britânico pela primeira vez após vencer o Campeonato de Sprint no Campeonato Nacional Britânico de Pista de 2020. Ele terminou em terceiro em 2019. No Campeonato Nacional Britânico de Pista de 2022 em Newport, País de Gales, ele ganhou outro título britânico após vencer o sprint por equipe ao lado de Jack Carlin, Joseph Truman e Ali Fielding. Ele também ganhou duas medalhas de bronze, no sprint e no keirin, no mesmo Campeonato. Turnbull ganhou seu terceiro título nacional no Campeonato Nacional Britânico de Ciclismo de Pista de 2023, ele ganhou o Keirin pela primeira vez.
Turnbull representou a Inglaterra nos Jogos da Commonwealth de 2022. A competição começou forte para Turnbull, pois ele ganhou a primeira medalha de sua carreira de elite, uma prata, no sprint por equipe ao lado de Truman e Ryan Owens. No evento de sprint, ele chegou às quartas de final, mas foi eliminado pelo cavaleiro escocês e companheiro de equipe habitual da equipe GB, Carlin. No keirin, Turnbull terminou em 9º lugar geral.
Ele ganhou uma medalha de bronze no sprint por equipe com Carlin e Fielding no Campeonato Europeu de 2022. No evento de sprint, ele terminou em 4º, perdendo na final da medalha de bronze para Rayan Helal. Turnbull terminou em 8º lugar geral no keirin.
Turnbull ganhou sua primeira medalha de Campeonato Mundial, um bronze, no Campeonato Mundial de 2022 no sprint por equipes. No sprint, ele avançou para as quartas de final, onde foi derrotado por Harrie Lavreysen, que garantiria seu terceiro título mundial consecutivo de sprint.
No Campeonato Europeu de 2023, Turnbull ganhou a prata no sprint por equipes, derrotado pelo ouro pela Holanda. No sprint, ele foi eliminado pelo companheiro de equipe Carlin nas oitavas de final. No keirin, Turnbull terminou em 10º na classificação geral, logo atrás de Carlin em 9º.
Em 24 de junho de 2024, Turnbull foi nomeado para a seleção da Grã-Bretanha para as Olimpíadas de Verão de 2024. Nos Jogos de Paris, ele ganhou uma medalha de prata com Ed Lowe e Jack Carlin no sprint por equipe, perdendo na final para uma forte equipe holandesa, que estabeleceu um novo recorde mundial. No sprint, Turnbull foi eliminado por Jeffrey Hoogland da Holanda nas quartas de final após ir para uma corrida decisiva. No keirin, ele chegou às semifinais, mas não avançou devido a um acidente na última volta.